# Brígida Agüero y Agüero
Brígida Agüero y Agüero (1837-1866) fou un poeta del segle xix de Camagüey, Cuba.

## Biografia
Brígida era filla del poeta Francisco Agüero y Estrada i d'Ana Maria Agüero y Varona, persones molt respectables i distingides en la societat de l'època. El seu pare era generalment apreciat pel seu talent literari, i per ser un dels primers poetes de Puerto-Principe, la ciutat que és avui en dia coneguda com Camagüey.
La primera formació d'Agüero es va limitar a l'ensenyament que va rebre dels seus pares a la granja familiar prop de Camagüey on es va criar. Passats els anys, es va traslladar a la ciutat, on va publicar els seus poemes.
L'any 1861, va ampliar la seva educació a l'acadèmia de la Societat Filharmònica de Camagüey. La Societat hi havia establert algunes classes de literatura i Agüero va poder d'assistir-hi com a estudiant. Segons Domitila García de Coronado, "amb la seva assídua perseverança i la seva implicació, va progressar molt ràpidament a l'Institut, per premiar el seu talent, la va fitxar com a membre de la facultat d'aquesta Secció."
Agüero va presentar la seva obra a la Societat, llegint-la ella mateixa. Segons Coronado, "Diverses vegades la seva veu ressonava en aquella bonica habitació, i sempre que es presentava per llegir les produccions d'aquell geni fèrtil seu, era benvinguda amb visibles mostres d'acceptació i simpatia, fins al punt d'elevar-se a un grau de distinció... [i] s'enduia forts aplaudiments."

## Mort
Agüero va patir un lent empitjorament en la seva salut i va morir de tuberculosi el 26 de febrer de 1866, als 29 anys. El seu últim poema, un sonet titulat Resignació, és un dels que va escriure en el seu llit de mort.
Segons Coronado, després de la seva mort, "la memòria d'Agüero va ser honrada amb molts homenatges respectuosos. Els poetes cubans van dur una corona al funeral lamentant tan trist esdeveniment."
L'any 1955, els governants de Camagüey van considerar anomenar un dels seus carrers en honor a la poeta citant la seva obra, "com la d'una estudiant excel·lent de les classes de literatura de la Societat Filharmònica de Puerto-Principe, havent-hi collit grans èxits l'any 1861." Després de la deliberació i, "mitjançannt la democràcia, el president va posar l'assumpte a votació i el canvi de nom va ser aprovat per majoria."

## Poemes seleccionats
- Retrat d'una dona jove (1858)[4]
- Ecos de l'ànima (1858)
- Inspiració (1858)
- La fe cristiana (1858)
- Flors de l'ànima (1859)
- Lo Bello (1859)
- A la Senyora Gertrudis Gómez de Avellaneda (1859)
- A la Verge (1859)
- La trobada (1859)
- Els Arts i la Glòria (1860)
- Resignació (un sonet escrit en el seu deathbed)[3]

L'any 1928, els poemes d'Agüero van ser inclosos en el tercer volum del llibre Evolució de Cultura cubana. 1608-1927 de José Manuel Carbonell. (Poesia lírica dins Cuba, Havana, Imp. El Siglo XX, 1928, p. 365-367.)